# میچل پریش
میچل پَریش (انگلیسی: Mitchell Parish؛ ۱۰ ژوئیهٔ ۱۹۰۰ – ۳۱ مارس ۱۹۹۳) موسیقی‌دان و ترانه‌سرای یهودی‌تبار اهل ایالات متحده آمریکا بود.